# Amgen
Amgen Inc (Applied Molecular Genetics) est une entreprise américaine leader mondial de l'industrie des biotechnologies médicales. Son siège est situé à Thousand Oaks en Californie.
Amgen est cotée au NASDAQ depuis 1983 et ses activités s'étendent aux États-Unis, au Canada, en Europe, en Australie, en Nouvelle-Zélande au Japon, au Brésil, en Chine.  Le siège européen de l'entreprise est situé à Zug en Suisse.

## Histoire
Lors des années 1990, Amgen fait partie des sociétés devenues célèbres grâce à une attrait pour les capitalisations boursières des jeunes sociétés sans équivalent dans l'histoire, qui finit en krach.
Fin 2011, Amgen a annoncé son arrivée dans la commercialisation de médicaments biosimilaires.
En 2013, Amgen annonce le rachat d'Onyx Pharmaceuticals pour 10,4 milliards de dollars, Onyx Pharmaceuticals étant spécialisé dans l'oncologie.
En septembre 2015, Amgen acquiert l'entreprise de biotechnologie Dezima Pharma, qui possède des traitements luttant contre le cholestérol  pour 300 millions de dollars.
En 2016, elle est la cible d'une plainte du laboratoire pharmaceutique AbbVie, visant à l'empêcher de distribuer l'Amgevita, un médicament similaire à l'anti-inflammatoire Humira, nom commercial de la molécule Adalimumab,,. L'Amgevita est disponible en France.
En août 2019, Amgen annonce l'acquisition du traitement Otezla à Celgene pour 13,4 milliards de dollars pour permettre l'opération d'acquisition de Celgene par Bristol-Myers Squibb.
En août 2022, Amgen annonce l'acquisition pour 3,7 milliards de dollars de ChemoCentryx, une entreprise spécialisée contre les troubles inflammatoires. En décembre 2022, Amgen annonce l'acquisition pour 27,8 milliards de dollars de Horizon Therapeutics, spécialisée notamment contre la goutte et la maladie oculaire thyroïdienne.

## Produits
- Epogen (époétine, traitement de l'anémie).
- Aranesp (darbepoétine alpha, traitement de l'anémie).
- Sensipar, Mimpara (cinacalcet, traitement de l'hyperparathyroïdie secondaire).
- Enbrel (étanercept, traitement du psoriasis et de la polyarthrite rhumatoïde).
- Kineret (anakinra, traitement de la polyarthrite rhumatoïde).
- Neupogen (filgrastim, facteur de croissance pour le traitement de la neutropénie).
- Neulasta (pegfilgrastim, facteur de croissance pour le traitement de la neutropénie).
- Nplate (romiplostim, facteur de croissance pour le traitement de la thrombopénie).
- Vectibix (panitumumab, traitement du cancer colorectal métastatique).
- Prolia (denosumab, traitement de l'ostéoporose).
- XGEVA (denosumab, traitement des métastases osseuses).
- Kyprolis (carfilzomib, traitement du myélome multiple).
- Repatha (evolocumab, traitement de l'hypercholestérolémie)
- Imlygic (Talimogene laherparepvec, traitement du mélanome métastatique).

## Actionnaires
Liste des principaux actionnaires au 16 octobre 2021.
| Capital Research & Management                          | 12,6% |
| The Vanguard Group                                     | 7,86% |
| State Street Global Advisors (en) Funds Management     | 5,27% |
| Capital Research & Management (Global Investors)       | 5,16% |
| PRIMECAP Management                                    | 2,86% |
| BlackRock Fund Advisors                                | 2,23% |
| NWQ Investment Management                              | 2,07% |
| Geode Capital Management                               | 1,76% |
| Fidelity Management & Research                         | 1,58% |
| MorganStanley SmithBarney (en) (Investment Management) | 1,52% |

## Communication

### Activités de lobbying

#### Aux États-Unis
Selon le Center for Responsive Politics, les dépenses de lobbying d'Amgen aux États-Unis s'élèvent en 2017 à 10 620 000 dollars.

#### Auprès des institutions de l'Union européenne
Amgen est inscrit depuis 2011 au registre de transparence des représentants d'intérêts auprès de la Commission européenne. Il déclare en 2017 pour cette activité des dépenses annuelles d'un montant compris entre 1 250 000 et 1 500 000 euros.

#### En France
Pour l'année 2017, Amgen déclare à la Haute Autorité pour la transparence de la vie publique exercer des activités de lobbying en France pour un montant qui n'excède pas 200 000 euros.